# Villa rustica de la Miercurea Sibiului (2)
Villa rustica este situată în apropierea localității Miercurea Sibiului din județul Sibiu, la 2 km vest de aceasta, pe malul stâng al platoului Gârbova, între pârâu și drumul comunal Miercurea Sibiului - Gârbova. 

## Legături exerne
- Roman castra from Romania (includes villae rusticae) - Google Maps / Earth Arhivat în 5 decembrie 2012, la Archive.is